# Lepistemon urceolatum
Lepistemon urceolatum är en vindeväxtart som först beskrevs av Robert Brown, och fick sitt nu gällande namn av Ferdinand von Mueller. Lepistemon urceolatum ingår i släktet Lepistemon och familjen vindeväxter. Inga underarter finns listade i Catalogue of Life.